# South Beach Condominiums
Die South Beach Condominiums sind zwei hohe Wohngebäude in Toronto, Ontario, Kanada. Die Gebäude befinden sich auf der 90 Park Lawn Road in unmittelbarer Nähe des Strandes am Ontariosee. Beide Gebäude verfügen über 27 Etagen und erreichen eine Höhe von 93 Metern. Die Gebäude wurden im postmodernen Stil gebaut und wurden von dem Architekturbüro Arsenault Architects entworfen.